# Pruden Sánchez
Prudencio Sánchez Hernández, noto come Pruden (Babilafuente, 1º dicembre 1916 – Madrid, 25 febbraio 1998), è stato un calciatore spagnolo, di ruolo attaccante.

## Carriera
Dopo gli inizi nel Salamanca, esordì nella Liga con la maglia dell'Atletico Madrid nel 1940-1941: al termine della stagione vinse la Liga laureandosi capocannoniere con 33 reti. Non trovando l'accordo con la società per il rinnovo del contratto, tornò quindi a giocare in Segunda Division nel Salamanca, città in cui completò nel frattempo gli studi in medicina.
Nel 1943 passò al Real Madrid e vi rimase per cinque stagioni, nelle quali vinse due Coppe del Generalissimo ed ebbe occasione di prender parte (segnando 4 reti) alla partita contro il Barcellona del 13 giugno 1943 terminata 11-1 per il Real madrid. Terminata la carriera nelle serie inferiori, entrò poi a far parte dello staff medico del Real Madrid.

## Palmarès

### Club

#### Competizioni nazionali
- Campionato spagnolo: 1

Atlético Aviación: 1940-1941
- Coppa Eva Duarte: 2

Atlético Aviación: 1940
Real Madrid: 1947
- Coppa di Spagna: 2

Real Madrid: 1946, 1947